# Білоус Ярослав Валерійович
Яросла́в Вале́рійович Білоу́с (2002—2022) — український військовослужбовець, солдат Окремої президентської бригади. Кавалер ордена «За мужність» ІІІ ступеня.

## Життєпис
Народився 6 грудня 2002 року в Ярмолинцях на Хмельниччині.
Був солдатом строкової служби. Спочатку служив у Києві, у Президентському полку. Він проходив службу на залізничному вокзалі, в комендатурі. Потім перебував у Сумській області.
Останні 2 тижні виконував завдання в Харківській області.

## Загибель
Загинув 11 травня 2022, коли разом із побратимами потрапив під обстріл на Харківщині в селищі Питомник, Дергачівський район.
Після смерті Ярослава його мама у віці 51 рік долучилася до ЗСУ.
Похований у Ярмолинцях. На його честь названа вулиця де розташована школа в яку він ходив.